# Јана Баћевић
Јана Баћевић (Београд, 13. фебруар 1981) је британско-српска друштвена теоретичарка, активисткиња и професорка универзитета.

## Образовање и запослење
Јана Баћевић је академско образовање стекла на Филозофском факултету у Београду на катедри за социологију где је 2004. године дипломирала а 2006. и магистрирала. Диплому докторке социолошке антропологије стекла је 2008. године. Поред тога, студирала је и родне студије у Центру за женске студије у Београду. Докторат из социологије 2019. године одбранила је на Универзитету у Београду и Кембриџу. Ради као ванредна професорка на Универзитету у Дураму у Великој Британији. Добитница је две стипендије OSI/Chevening PhD research fellowship na Oksfordu 2007 - 2008. као и докторску стипендију Cambridge European, Commonwealth and International Trust на Кембриџу 2015. до 2019. године.
Добитница је и истраживачке стипендије Леверхулме фондације као и кодиректорка Леверхулме центра за алгоритамски живот, на Универзитету у Дураму. Чланица је надзорног одбора Центра за хуманистичке науке (CHESS), на истом универзитету. Поред тога Јана Баћевић је представница за мигранте, једнакости и животну средину, при Синдикату универзитета и колеџа у Великој Британији. Ванредна је уредница „Филозофа“, најстаријег часописа за друштвену филозофију у Великој Британији. Сарадница је Центра за студије глобалног знања (gloknos) на Универзитету у Гренингену као и групе за друштвену онтологију, Универзитета у Кембриџу.

## Активизам
Јана Баћевић је активно учествовала у студентским и ученичким протестима у Србији од 1992. до 2000. и поново 2024. и 2025. Радила је као сарадница независних медија (укључујући ВИН) те многих невладиних организација.
Од 2000, активна је у студентском организовању: оснивачица је Kлуба студената етнологије и антропологије била је представница у Савету Филозофског факултета Универзитета у Београду. 
Активна је у борби за родну једнакост и женска права, била је полазница, а касније и чланица одбора Центра за женске студије у Београду.  Учествовала је у протестима у Будимпешти и Београду а од 2015. и у Великој Британији. Од 2021. до 2024. била је водитељка  за једнакост, различитост и инклузију , 
Активна је у борби за демократско и праведно образовање и учесница је и савезница у протестима, окупацијама, и развоју алтернативних политика кроз рад у Центру за образовне политике. Учествује у независном експертском раду у борби за једнакост и мањинска права и укључивање за Владу Србије, ОЕБС, UNDP, i Roma Education Fund). 
Била је полазница, сарадница (2000—-2004), и руководитељка (2005—-2007, 2008—-2009) програма Социо-културне антропологије у Истраживачкој станици Петница, и сарадница Центра за образовне политике у Београду (2008—-2012). Радила је и као саветница/експерткиња у пољу образовања, једнакости, и мањинских права за ВС, ОЕБС, и Roma Education Fund.
Поред тога Јана Баћевић је активна у борби за радничка права, укључујући синдикално организовање. Саветница за комуникацију и чланица је одбора,  Cambridge University and College Union, 2018/19. и учесница је у Rank&File Dayschool. Од 2024. до 2025. представница је за мигранте, једнакост, и животну средину у Durham University and College Union. Активна је у отпору екстрактивном капитализму и бори се за заштиту животне средине и климатских промена.
2012. године заједно са Иваном Ђорђевићем, Игором Штиксом и Јеленом Васиљевић суоснивачица је  Отворених разговора, платформе за промишљања кључних питања посттранзиције, која је касније постала Центар за студије друштвеног ангажмана, при Институту за филозофију и друштвену теорију у Београду. 
Од 2010. не живи у Србији. Политичким коментаторством везаним за регион се углавном бави пишући за Пешчаник.

## Почасне и гостујуће позиције
- Фебруар—мај 2025. − Институт за практичну етику, Универзитет Калифорније у Сан Дијегу, САД.
- Април—јул 2023. − Центар Хане Арент за политику и хуманистичке науке, Бард колеџ, Њујорк, САД.
- 2010—2011. − Гостујућа сарадница, Централноевропски универзитет, Будимпешта.

## Настава и истраживање
- 2025 —- данас − Главна истраживачица. Некатегорички императиви: разумевање нереципроцитета, Леверхулмова истраживачка стипендија.
- 2024 —- данас − Ванредна професорка, Одсек за социологију, Универзитет у Дураму.
- 2020 —- 2024. − Доценткиња, Одсек за социологију, Универзитет у Дураму.
- 2018 —- 2020 . − Постдокторска истраживачка сарадница, Педагошки факултет, Универзитет у Кембриџу.
- 2013 —- 2015. − Стипендисткиња Марије Кири, Универзитет у Орхусу, Данска.
- 2010 —- 2013. − Предавачица, Одсек за јавну политику, Централноевропски универзитет, Будимпешта, Мађарска.
- 2008 —- 2010. − Доценткиња, Универзитет Сингидунум, Београд, Србија.
- 2008 —- 2010. − Директорка истраживања, Центар за образовне политике, Београд, Србија.
- 2005 —- 2007. − Директорка програма, Социјална антропологија, Научни центар Петница, Ваљево, Србија.

## Анализа политика, саветовање и консултације
- 2022 —- 2024. − Атина Свон, председница катедре и руководилац истраживачког тима, Одсек за социологију, Универзитет у Дураму. (успешна пријава за Сребрну награду, додељена маја 2024).
- 2019 —- 2020. − Супервизорка квалитативне анализе података анкетирања особља, Универзитет у Кембриџу.
- 2011 —- 2006. − Експерткиња за политику високог образовања, Високи комесар за националне мањине Организације за европску безбедност и сарадњу (ОЕБС-ов ВКНМ), Хаг, Холандија.
- 2011 —- 2012. − Саветникца за политику високог образовања, Влада Републике Србије.

## Држављанство, јавни ангажман, служба професији
- 2024—-данас − Представница за мигранте и животну средину, Универзитет у Дураму.
- 2021—-2024. − Једнакост. Руководитељка и председница Тима за самопроцену Атене Свон, Одсек за социологију, Универзитет у Дураму.
- 2018—-2019. − Саветница за комуникације, Кембриџ.
- 2018—-2020. − Руководилтељка истраживачке групе: Култура, политика, глобална правда, Универзитет у Кембриџу.
- 2010—-2013. − Чланица Управног одбора, Фондација за отворено друштво Србија.
- Чланица Уредничког одбора, Филозоф .
- Часопис за теорију друштвеног понашања (SAGE) 2021— данас.
- Глобална епистемика, серија књига 2019—- данас.
- Рецензенткиња. Социјална епистемологија, Социолошки преглед, Актуелна социологија, Глобализације, Британски часопис за историју науке, Интердисциплинарни научни прегледи, Међународни часопис за културу, политику и друштво.

## Прикупљање грантова
- 2025. − Велика стипендија Института за напредне студије Дурама, „Реконцептуализација отпора“.
- 2024. − Истраживачка стипендија Leverhulme Trust, „Некатегорички императиви: разумевање нереципроцитета“.
- 2021. − Фонд за истраживачки утицај Универзитета Дурам, „Изазивање епистемичке неправде у академској заједници и шире.
- 2019. − Грант Друштва за политичку економију Кембриџа.
- 2015—-2019. − Стипендија за докторске студије + грант, Кембриџ Комонвелт, Европски и међународни фонд, Универзитет у Кембриџу.
- 2013. − Постдокторска стипендија Марија Кири.
- 2011. − Вишеградска стипендија, Архива отвореног друштва, Будимпешта.
- 2010. − Гостујућа стипендија, Централноевропски универзитет, Будимпешта.
- 2007—-2008. − Чевенинг стипендија OSI/FCO, Универзитет у Оксфорду.